# Юджин Галекович
Евген-Йосіп Галекович (англ. Eugen-Josip Galeković), відоміший як Юджин Галекович (англ. Eugene Galeković, 12 червня 1981, Мельбурн) — австралійський футболіст, воротар клубу «Аделаїда Юнайтед» та збірної Австралії.

## Досягнення
- Чемпіон Австралії: 2007
- Володар Кубка Азії: 2015
- Воротар року А-Ліги: 2009, 2010